# Kurt Engelbert
Kurt Engelbert (* 17. Juli 1886 in Wansen, Provinz Schlesien; † 12. September 1967 in Hildesheim) war ein deutscher römisch-katholischer Priester und Kirchenhistoriker.

## Leben
Kurt Engelbert studierte Katholische Theologie an der Universität Breslau. Nach der Priesterweihe 1911 wurde er Schlosskaplan in Thomaswaldau und 1912 Kaplan in Trebnitz. 1918 wurde er an das Breslauer Generalvikariat berufen. 1923 promovierte er zum Dr. theol. mit der Dissertation Kaspar von Logau, Bischof von Breslau (1562–1574). Ein Beitrag zur schlesischen Reformationsgeschichte. Im gleichen Jahr wurde er als Mitglied in die Historische Kommission für Schlesien gewählt; 1926 stieg er zum Ordinariats- und Konsistorialrat auf und 1940 zum Direktor des Diözesanarchivs, des Diözesanmuseums und der Dombibliothek. Nach der Vertreibung 1946 wurde er an das Generalvikariat der Diözese Hildesheim berufen und 1947 zum Generalvikariatsrat sowie Leiter der Dombibliothek Hildesheim und 1949 zum Vizeoffizial ernannt. 1954 wurde er als Mitglied in die Historische Kommission für Niedersachsen und Bremen gewählt. 1961 trat er in den Ruhestand.

## Ehrungen
- 1950 Ehrenprälat Seiner Heiligkeit
- 1956 Verdienstkreuz I. Klasse des Verdienstordens der Bundesrepublik Deutschland
- 1967 Schlesierschild

## Schriften (Auswahl)
- Geschichte der Pfarrei St. Michael in Breslau. Hildesheim 1949, OCLC 73335438.
- Adolf Kardinal Bertram. Fürsterzbischof von Breslau (1914–1945). Hildesheim 1949, OCLC 21248616.
- Die katholischen Kirchen Breslaus, Verlag August Lax, Hildesheim 1960.
- Quellen zur Geschichte des Neisser Bistumslandes auf Grund der drei ältesten Neisser Lagerbücher. Würzburg 1964, OCLC 644552876.
- Die deutsche Seele Schlesiens. Osnabrück 1966, OCLC 73713937.